# 오버워치 (애니메이션)
블리자드 엔터테인먼트는 2016년 1인칭 슈팅 게임 오버워치에 대한 이야기를 출시하여 개발하기 위해 애니메이션 단편과 컴퓨터 애니메이션인 시네마틱 트레일러 및 티저들을 발표했다. 단편들은 온라인 출판물들처럼 팬들로부터 긍정적인 평가를 받았다.

## 배경

### 개발
오버워치의 애니메이션 미디어는 서로 연결되어 있으며, 같은 콘티에서 발생한다. 코믹 시리즈와 가공의 뉴스 기사와 함께 이 애니메이션 미디어를 통해 블리자드는 오버워치의 이야기를 게임에 포함시키는 대신 직접 개발했다. 데일리 텔레그래프의 커크 매켄드에 따르면 비디오 게임에서 이야기는 "주위 환경과 캐릭터의 장비, 그리고 그들만의 방식으로 전투에서 일어나는 사건들에 대해 대응하는 개개인의 성격을 통해 암시된다."고 말했다.
초기 오버워치 시네마틱 트레일러의 감독이었던 제프 챔벌린은 블리자드가 "오래 전에 우리는 우리가 했던 다른 게임들과 마찬가지로 [오버워치가] 순차적인 이야기가 없다[는 것을 깨달았습니다.]"라는 것 때문에 이런 비전통적인 방식을 통해 그들의 스토리텔링을 개발하기로 선택했다고 공개하며, "[블리자드]는 드레노어와 공허의 유산처럼 게임 바깥에서 스토리텔링을 해왔기에, 우리는 게임 밖에서 단편을 만든 선례가 있습니다"라고 덧붙였다. 챔벌린은 그들은 "우리가 할 수 있는 한 많은 이야기를 만들고 싶었다"고 말하며, 시네마틱 공개 트레일러를 만듬과 동시에 이러한 이야기들을 표현할 최상의 방식의 애니메이션 단편들을 찾았다. 그들이 처음에는 첫 단편의 설명에 초점을 맞췄지만, 이후 더 많은 단편들은 이야기에 대한 판단보다는 캐릭터들과 다른 이야기의 발전에 초점을 맞췄다. 이러한 이야기들에서 여러 캐릭터들이 얽힐 때, 블리자드는 애니메이션 대신  디지털 코믹을 만드는 것을 선택했다.
애니메이션 단편은 스토리보드를 완성하는데에서 이를 제공할 때까지 6달에서 8달의 시간이 걸렸으며, 생산라인에는 2개에서 3개의 단편들이 있다. 애니메이션 팀은 때때로 예술 디자인 팀이나 레벨 디자인 팀들과 함께 일한다. 챔벌린은 "감시 기지: 지브롤터"의 맵은 그 장소에 벌어지는 "소집" 단편과 동시에 개발되었으며, 애니메이션과 레벨 디자인 팀은 다른 팀들이 개발한 아이디어와 자산을 통합시켰다고 말했다.
2018년 11월 "재회"가 공개되었을 때, 제프 캐플런은 애니메이션 팀이 2016년에 수많은 단편을 만들어낸 이후, 그들은 폭주를 막기 위해 속도를 늦출 필요가 있었고, 이에 따라 2017년과 2018년의 제한된 수에 대해 설명할 수 있었다. 캐플런은 팀이 더 많은 단편을 만들어낼 수 있으며 다음 작품과 두번째 시즌이라고 이를 말했다.

### 줄거리와 계획
오버워치는 60년 이후 지구의 소설화된 미래를 배경으로 삼고 있다. 오버워치 단체는 이러한 미래로부터 30년 전에 설립되었다. 이러한 게임 이전의 사건은 솔저: 76 기원 이야기 비디오에서도 연대순으로 기록되어 있다.
오버워치의 이야기는 "옴닉 사태"로부터 시작된다. 이 사건의 원인은 밝혀지지 않았다. 그러나 이 사건이 터지기 이전 인간은 지구의 경제적 평등을 창조하고 제조하기 위한 노력으로 인공지능인 옴닉을 개발했다. 이 인공지능 로봇들은 이후 옴니움으로 개발되었고, 이것은 그들을 만들기 위해 특별히 제작된 거대한 시설들이었다. 결국 세계의 옴니움들은 인간을 공격하는 적대적인 옴닉들을 만들기 시작했고, 옴닉 사태에 대응하기 위해 유엔은 군인과 과학자들로 구성된 오버워치라 불리는 기동대를 만들었다. 게임에서 각각 리퍼와 솔저: 76로 알려진 가브리엘 레예스와 잭 모리슨이 오버워치 팀을 이끌었다. 모리슨의 전장에서의 성공이 레예스로부터 오버워치에 대한 지휘권을 인수받게 했고, 레예스는 오버워치의 비밀 작전 사단인 블랙워치를 이끌게 되었다. 옴닉 사태는 마침내 종결되었고 오버워치는 평화를 유지했다. 이 기간에 태어난 이들을 "오버워치 세대"라고 불렀다. 몇십 년 후, 오버워치는 부패, 미숙함, 무기 확산, 인권 남용을 비롯한 여러 논란에 휩쓸렸고, 이로 인해 오버워치에 대한 전세계적 시위가 일어났다. 레예스와 모리슨 사이의 분쟁도 발생했으며, 유엔의 오버워치 시찰 동안 오버워치 본부에서 싸움이 발발해 폭발이 일어났고, 본부는 파괴되었으며 레예스와 모리슨 모두 죽은 것으로 여겨졌다. 유엔은 곧 오버워치의 이름으로 이뤄지는 모든 활동들을 불법으로 규정안 결의안을 통과시켰다. 페트라스 법안이라 불리는 이 결의안은 게임이 세팅되기 6년 전에 체결되었다. 솔저: 76 기원 이야기에서 모리슨은 오버워치에 맞서는 논란들이 음모의 일부라고 여겼다. 오버워치 단편 6개 중 5개와, 첫 시네마틱 트레일러는 이러한 뒷이야기 이후의 이야기들이다.

## 시네마틱 트레일러와 티저
2014년 11월, 오버워치는 블리즈컨 2014에서 처음으로 소개되었다. 이 행사에서, 블리자드는 게임의 첫 시네마틱 트레일러를 선보였다. 이 트레일러의 줄거리는 오버워치 팀의 역사가 설명된 오버워치 박물관을 방문하는 두 소년에 집중한 것으로, 이후 이곳에서 오버워치 요원인 트레이서와 윈스턴이 탈론이라는 테러 단체의 요원인 위도우메이커와 리퍼를 상대로 전투를 벌이게 된다.
2015년 12월, 블리자드는 "우리는 오버워치"라는 티저편을 공개했고, 여기서 오버워치가 무엇을 가치로 삼는지에 대해 이야기하는 여러 오버워치의 팀원들을 보여준다.
2016년 5월, 블리자드는 시네마틱 티저 "요원 호출"을 공개했다. 이 티저에서는 오버워치의 옛 요원이자 유전적으로 개량된 고릴라 윈스턴이 등장하여 오버워치의 창립의 원인이 된 옴닉 사태에 대한 짧은 이야기를 전달한다. 이후 오버워치는 해산되었지만, 윈스턴은 "누군가 나서야 해요! 우리가 나서야 한다고요! 우리가 바로잡을 수 있어요! 세상엔 우리가 필요합니다, 지금 당장! 함께 하실거죠?"라고 말을 맺는다.

## 단편 애니메이션

### 소집
블리자드는 2016년 3월 애니메이션 단편 4개 중 첫번째 단편인 "소집"을 공개했다. 오버워치 유튜브 채널은 3월 23일 이 영상을 공개했지만, Xbox 유튜브 채널은 이 영상을 3월 21일에 공개했다. 회상은 시네마틱 트레일러 이전의 사건을 다루고 있다. 이 단편은 유전자 개량 고릴라이자 과학자인 윈스턴이 오버워치와 호라이즌 달 기지에서의 날들을 회상하는 모습을 보여준다. 윈스턴은 감시기지: 지브롤터에서 오버워치 멤버들을 제거하려는 탈론의 공격에 맞서 싸우게 된다. 모든 오버워치 관련 활동들을 종결시킨 페트라스 법안이 통과되었음에도 불구하고 윈스턴은 단편 끝에 소집령을 발동해 오버워치를 되살리려고 노력한다.

### 심장
오버워치의 두번째 단편인 "심장"은 2016년 4월에 공개되었다. 오버워치 유튜브 채널은 4월 5일에 이 영상을 공개했다. 영상은 위도우메이커와 트레이서를 중점적으로 다루었다. 이 단편은 런던 왕의 길을 배경으로 하고 있으며, 동명의 맵이 게임 내에 있다. 단편에서 위도우메이커는 옴닉과 인간 사이의 평화를 추구하기 위해 수립된 옴닉 단체, 샴발리의 지도자인 테카라타 몬다타를 암살하기 위해 지붕에 있는 것으로 묘사된다. 위도우메이커는 트레이서와 싸움을 벌이지만, 트레이서는 몬다타를 암살로부터 구하는데 실패한다.

### 용
오버워치의 세번째 단편인 "용"은 2016년 5월 16일 공개되었다. 오버워치의 구전 지식에서 겐지는 오버워치 요원이 되기 이전 방탕한 삶을 살았다. 겐지는 자신의 형인 한조가 자신의 일족의 범죄 활동에 더 적극적으로 가담하기를 원하는 소원을 거부했다가 한조에게 거의 죽을 뻔했다. 한조는 이후 일족을 떠났고, 메르시가 죽음이 다가오던 순간의 겐지를 구했다. 오버워치 팀은 이후 겐지의 도움을 받기 위해 겐지의 육체를 새로이 제공했고, 겐지는 이를 수용했다. 겐지는 그의 임무가 끝난 후 오버워치를 떠났고, 이후 세계를 떠돌아다니며 그의 사이보그 육체와 투쟁하며 그에 대한 의미를 찾고자 노력한다. 단편에서는 이 이후와 그 다음 세 편의 이야기 이전의 시간을 다룬다. 이 단편에서는 겐지와 한조의 관계와 유사한 일본 구전 설화의 요소를 차용했다. 단편에서 한조는 가공의 일본 도시인 하나무라로 돌아와 그의 과거를 마주하게 된다.한조는 사이보그가 된 겐지를 조우해 서로 싸우게 된다. 싸움은 겐지가 한조의 목숨을 살리고 그의 정체성을 드러내는 것으로 끝이 나게 된다.

### 영웅
오버워치의 네번째 단편인 "영웅"은 2016년 5월 22일 공개되었다. 오버워치 구전 지식에서 솔저: 76은 오버워치 해체 및 오버워치 관련 활동들의 금지 이후에도 지속적으로 활동하며 오버워치를 무너뜨린 이들을 추적하는 것을 목표로 삼는다. 이 단편은 솔저: 76가 반 옴닉 갱인 "로스 무에트로"로부터 공격받는 알레잔드라라는 어린 멕시코 소녀를 구해주는 자경 활동으로 이를 묘사한다. 솔저: 76는 가공의 멕시코 도시인 도라도에서 갱의 불법 활동을 조사하고 있었다.

### 마지막 바스티온
블리자드는 초기에 4편의 애니메이션을 발표했으나, "마지막 바스티온"이라는 5번째 단편이 2016년 8월 공개되었다. 이 단편은 게임스컴 2016에서 공개되어 8월 18일 블리자드에 동시에 스트림되었다. PlayOverwatch 유튜브 채널도 같은 날 영상을 공개했다. 이 단편은 옴닉 사태의 전투인 아이헨발데 지역 외곽의 장소를 배경으로 삼아 옴닉 사태 이후 약 10년 동안 버려진 채 남겨진 마지막 바스티온인 "바스티온" 캐릭터에 대해 설명하고 있다. 오버워치의 프로젝트 기획가인 벤 다이는 바스티온이 "하나의 일만을 하기로 프로그램된 인공 지능으로, 그의 운명을 바꾸기 위한 선택을 하기 위해 싸움을 이어가는 존재"라고 바스티온을 설명했다. 바스티온은 새에 의해 깨어나게 되며, 그는 그 주위의 아름다운 자연을 발견하게 된다. 단편은 바스티온 부대가 옴닉 전투군을 구성했던 옴닉 사태의 플래시백도 포함하고 있다. 바스티온은 이후 그의 전투 지시로 되돌아가지만, 자연에 순응하기로 선택하고 옴닉 사태의 전투 지역을 벗어나기로 결정한다.

### 잠입
2016년 11월 4일 블리즈컨에서 블리자드는 공식적으로 게임 출시 이후 2번째로 추가될 솜브라를 소개했다. 추가적으로 그들은 리퍼와 위도우메이커를 포함해 솜브라를 묘사한 오버워치의 6번째 단편인 잠입도 공개했다. 단편에서 솜브라는 리퍼와 위도우메이커의 조력자로 나오며 카트야 볼스카야를 암살하기 위해 러시아 기지로 침투한다. 솜브라에 따르면 볼스카야는 "러시아에서 가장 강력한 여성"이다. 볼스카야는 옴닉으로부터 조국을 구하는 척하면서 실제로는 적으로부터 기술을 받고 있었다. 해킹 기술을 사용해 솜브라는 볼스카야와 말할 기회를 얻었다. 그녀는 볼스카야에게 이러한 비밀을 알리지 않겠다고 약속하며 그녀와의 친분을 약속받는다. 그녀는 리퍼에게 볼스카야가 도망갔다고 주장하며 암살에 실패했다고 보고한다. 오버워치 로고가 등장한 이후, 자리야가 볼스카야와 대화하는 장면이 나온다.

### 일어나요!
2017년 8월 23일 게임스컴 행사에서 블리자드는 7번째 단편인 "일어나요!"를 공개했다. 단편은 메이의 배경 이야기에 대해 다시 설명한다. 단편에서, 메이는 오버워치의 남극 감시 기지에 주둔하며 비정상적인 기후 현상을 연구 중이다. 극심한 극 폭풍 이후 메이와 다른 과학자들은 동면하기로 결정했다. 메이가 깨어났을 때, 그녀는 그 때로부터 9년이나 지났음과 다른 과학자들이 모두 죽었음을 알게 된다. 그녀의 지원 로봇인 설구와 함께 그녀는 동사하기 직전 그녀의 생존을 알리기 위해 여러 가지 노력을 갈구한다. 그녀는 윈스턴의 소집 명령을 받고 설구와 함께 문명 세계로 되돌아가는 여행을 시작한다.

### 명예와 영광
명예와 영광은 2017년 11월 3일 블리즈컨 2017에서 공개되었다. 이 애니메이션은 오버워치 팀에 막 선발된 발데리히 폰 아들러 사령관과 그의 부하인 라인하르트의 이야기에 중점을 두고 있다. 이 때 당시의 라인하르트는 오버워치 요원이 아닌 크루세이더로써, 옴닉 군대로부터 독일의 마을을 방어한다. 옴닉은 강력한 군대였고 다른 크루세이더들이 마을로 도망칠 시간을 벌기 위해 폰 아들러는 가능한 한 오래 옴닉들을 붙잡아두기로 자원하며 라인하르트에게 전투가 끝나면 오버워치에서 그의 자리를 맡아달라고 부탁한다.

### 슈팅 스타
슈팅 스타는 D.Va에 초점을 맞춘 단편으로 대한민국 오버워치 팬 페스티벌의 첫날인 2018년 8월 22일에 공개되었다. 단편에서 D.Va와 같은 프로게이머들로 구성된 대한민국 MEKA 방어팀은 그들의 작전본부인 부산에 옴닉이 침공한 이후 휴식을 취하고 있다. D.Va는 작전본부에서 그녀의 메카닉인 대현의 도움을 받아 MEKA를 고치고 있으며, 대현은 MEKA 부대가 주목받기를 원한다. 대현이 그들이 예상한 것보다 훨씬 빨리 옴닉의 새로운 침공에 대한 신호를 발견하자 D.Va는 혼자서 그들과 맞서 싸우기 위해 출격한다. 그녀는 거의 임무를 수행했지만 옴닉 한 개가 그녀의 수트에서 총을 분해시켜버렸다. D.Va는 상황을 타개하기 위해 대현에게 자신의 원자로 가동기를 과열시켰고, D.Va는 탈출하면서 원자로 가동기에 총을 쏴 수트와 옴닉을 파괴시켜 임무를 완수했다. D.Va는 구조되어 부상을 치료받고, 기지로 돌아와 대현의 도움에 고마움을 표현했다.

### 재회
재회는 블리즈컨 2018의 첫날인 2018년 11월 2일 첫 상영을 했다. 이 작품은 맥크리와 새로운 영웅 애쉬에 집중했다. 그의 옛 데드락 갱단으로부터 제보를 받은 맥크리는 66번 국도에서 새로운 크레이트를 얻기 위해 파괴된 다리에서 기차가 탈선하기를 근처 식당에서 기다린다. 맥크리가 밖으로 나고 크레이트를 운반하기 위해 이동 중인 그의 옛 갱단을 만난다. 애쉬와 맥크리는 과거에 대해 이야기하지만, 맥크리는 자신이 원하는 것은 크레이터 뿐이라며 애쉬에게 나머지 모든 것을 가져가도 된다고 말했다. 애쉬가 크레이트에 대한 설명을 요구하자 맥크리는 이를 거부했고, 이로 인해 둘은 대치하게 된다. 정오가 되자 둘은 총싸움을 하게 되고, 맥크리는 승리하여 크레이트를 가져가게 된다. 크레이트 안에는 로봇이 있었으며, 맥크리가 작은 칩을 삽입하자 그녀는 깨어나게 된다. 맥크리는 에코라는 이름의 로봇을 환영하며, 윈스턴이 오버워치 재소집을 발동했다며 자기보다는 에코가 더 필요할 것이라 이야기한다.

### 시청률

#### 단편 애니메이션
| 단편            | 주인공                     | 공개일          | 공개일          | Views (approx.) |
| --------------- | -------------------------- | --------------- | --------------- | --------------- |
| 소집            | 윈스턴                     | 2016년 3월 21일 | 2016년 3월 21일 | 1,410만         |
| 심장            | 위도우메이커, 트레이서     | 2016년 4월 3일  | 2016년 4월 3일  | 1,500만         |
| 용              | 겐지, 한조                 | 2016년 5월 16일 | 2016년 5월 16일 | 2,860만         |
| 영웅            | 솔저: 76                   | 2016년 5월 22일 | 2016년 5월 22일 | 1,520만         |
| 마지막 바스티온 | 바스티온                   | 2016년 8월 18일 | 2016년 8월 18일 | 1,810만         |
| 잠입            | 솜브라, 리퍼, 위도우메이커 | 2016년 11월 4일 | 2016년 11월 4일 | 1,880만         |
| 일어나요!       | 메이                       | 2017년 8월 23일 | 2017년 8월 23일 | 1,130만         |
| 명예와 영광     | 라인하르트                 | 2017년 11월 3일 | 2017년 11월 3일 | 1,540만         |
| 슈팅 스타       | D.Va                       | 2018년 8월 22일 | 2018년 8월 22일 | 940만           |
| 재회            | 맥크리와 애쉬              | 2018년 11월 2일 | 2018년 11월 2일 | 930만           |

#### 배경 이야기
| 제목                 | 주인공   | 공개일          | 공개일          | Views (approx.) |
| -------------------- | -------- | --------------- | --------------- | --------------- |
| 솔저:76 배경 이야기  | 솔저: 76 | 2015년 7월 7일  | 2015년 7월 7일  | 300만           |
| 아나 배경 이야기     | 아나     | 2016년 7월 12일 | 2016년 7월 12일 | 500만           |
| 솜브라 배경 이야기   | 솜브라   | 2016년 11월 4일 | 2016년 11월 4일 | 450만           |
| 오리사 배경 이야기   | 오리사   | 2017년 3월 2일  | 2017년 3월 2일  | 720만           |
| 둠피스트 배경 이야기 | 둠피스트 | 2017년 7월 6일  | 2017년 7월 6일  | 1,200만         |
| 모이라 배경 이야기   | 모이라   | 2017년 11월 3일 | 2017년 11월 3일 | 370만           |
| 브리기테 배경 이야기 | 브리기테 | 2018년 2월 28일 | 2018년 2월 28일 | 420만           |
| 레킹볼 배경 이야기   | 레킹볼   | 2018년 6월 28일 | 2018년 6월 28일 | 380만           |
| 애쉬 배경 이야기     | 애쉬     | 2018년 11월 2일 | 2018년 11월 2일 | 260만           |
| 바티스트 배경 이야기 | 바티스트 | 2019년 2월 25일 | 2019년 2월 25일 | 290만           |

#### 기타 애니메이션
| 이름                       | 주인공                               | 발매일           | 발매일           | Views (approx.) |
| -------------------------- | ------------------------------------ | ---------------- | ---------------- | --------------- |
| 오버워치 시네마틱 트레일러 | 트레이서, 윈스턴, 리퍼, 위도우메이커 | 2014년 11월 7일  | 2014년 11월 7일  | 146만           |
| 우리는 오버워치            | 오버워치의 캐릭터                    | 2015년 12월 18일 | 2015년 12월 18일 | 470만           |
| 요원 호출                  | 윈스턴                               | 2016년 5월 2일   | 2016년 5월 2일   | 220만           |

## 주해
1. 1 2 3  이 근사값은 2019년 4월 17일 현재 정확한 수치다.
2. ↑  이 대략적인 숫자에는 엑스박스 업로드로 수신된 380만 회의 조회수와 플레이오버워치(PlayOverwatch) 업로드로,[44] 수신된 1,040만 회의 조회수가 포함된다.[14]
3. ↑  이 대략적인 숫자에는 엑스박스 업로드로 수신된 500만 회의 조회수와 플레이스테이션 업로드로,[45] 수신된 1,000만 회의 조회수가 포함된다.[18]